# Scutulopsis pinacea
Scutulopsis pinacea är en svampart som beskrevs av Velen. 1934. Scutulopsis pinacea ingår i släktet Scutulopsis, ordningen disksvampar, klassen Leotiomycetes, divisionen sporsäcksvampar och riket svampar.   Inga underarter finns listade i Catalogue of Life.